# 5286 Haruomukai
5286 Haruomukai este un asteroid din centura principală de asteroizi.

## Descriere
5286 Haruomukai este un asteroid din centura principală de asteroizi. A fost descoperit pe 4 noiembrie 1989 la Kagoshima de Masaru Mukai și Masanori Takeishi. Asteroidul prezintă o orbită caracterizată de o semiaxă mare de 2,92 ua, o excentricitate de 0,02 și o înclinație de 3,0° în raport cu ecliptica.